# Cratere Ritz
Ritz è un cratere lunare di 53,77 km situato nella parte sud-occidentale della faccia nascosta della Luna.